# 10, la dona perfecta
10, la dona perfecta (títol original: 10) és una pel·lícula estatunidenca dirigida per Blake Edwards el 1979. Ha estat doblada al català.

## Argument
En la festa del seu 42è aniversari, George Webber (Dudley Moore), compositor de Hollywood de cançons de varietats, queda tocat per la crisi de la quarantena. La seva companya, la cantant Samantha Taylor (Julie Andrews), no aconsegueix ajudar-lo a sortir d'aquest pas, tampoc el seu col·lega Hugh (Robert Webber). Anant en cotxe, té un enamorament sobtat per Jenny (Bo Derek), veient-la com va cap a l'església per casar-se: espera una ocasió d'aquesta bellesa que qualifica de "11" sobre l'escala d'1 a 10, i no retrocedeix per haver de seguir-la fins a Mèxic, lloc del seu viatge de noces. I de fet, quan el seu marit és rescatat d'un accident de navegació gràcies a ell, George és convidat a la cambra de la bellesa que l'ha fet somiar des de fa alguns mesos.

## Repartiment
- Dudley Moore: George Webber
- Julie Andrews: Samantha Taylor
- Bo Derek: Jenny Hanley
- Robert Webber: Hugh
- Dee Wallace: Mary Lewis
- Brian Dennehy: Donald
- Rad Daly: Josh Taylor
- Max Showalter: El reverend
- Don Calfa: El veí
- John Hancock: Dr. Croce
- Walter George Alton: Larry
- Sam J. Jones: David Henley
- John Hawker: Covington
- Arthur Rosenberg: El farmacèutic
- William 'Bill' Lucking: Primer policia

## Nominacions
- Oscar a la millor cançó per Henry Mancini (música) i Robert Wells (lletra) per la cançó "Song from 10 (It's Easy to Say)".
- Oscar a la millor banda sonora per Henry Mancini
- Globus d'Or a la millor banda sonora per Henry Mancini
- Globus d'Or a la millor pel·lícula musical o còmica
- Globus d'Or a la millor actriu musical o còmica per Julie Andrews
- Globus d'Or al millor actor musical o còmic per Dudley Moore